# Boettcherovy buňky
Boettcherovy buňky jsou epiteliální buňky vnitřního ucha. Nacházejí se na v hlemýždi, v dolním a středním závitu, kde jsou součástí Cortiho orgánu. Řadí se mezi tzv. podpůrné buňky.
Boettcherovy buňky se vyskytují na basální membráně a jsou kryty Claudiovými buňkami, se kterými jsou spojeny pomocí spoje fascia occludens. Jednotlivé podpůrné buňky jsou propojeny pomocí gap junctions. Na potkanech byla prokázána přítomnost desmozomů mezi sousedními Boettcherovými buňkami. U modelu pískomila leží Boettcherovy buňky v zóně, která vnímá zvuky o frekvenci 2–10 kHz. Boetcherovy buňky byly nalezeny i v zóně 40 kHz, kde na ně nasedají Hensenovy buňky. Asociace s Hansenovými buňkami byla prokázána taktéž u myši.
Tvar těchto buněk je poměrně nepravidelný. Na modelu kočky bylo zjištěno, že bývají vysoké průměrně 5–8 μm a průměrně 7–8 μm široké. Boettcherovy buňky se vyznačují velkým jádrem, které může zabírat až 40 % objemu buňky a mít 6 μm v průměru. U netopýrů Pteronotus parnelii parnelii činil průměr jádra 4–5 μm. Výška buněk je poté 6–7 μm a jejich šířka 6–8 μm. Boettcherovy buňky netopýra Myotis lucifugus jsou vysoké 4 až 8 µm. Jejich výška je závislá na tom, ve které části hlemýždě se dané buňky vyskytují. U králíka divokého je jejich výška průměrně 14 µm a u tuleně grónského 18 µm. U pískomilů byla šíře epitelu Boettcherových buněk stanovena na 90 µm v zóně 40 kHz. Ta následně klesala až na šíři 27 µm v zóně 2 kHz. V zóně 0,5 kHz již Boettcherovy buňky nalezeny nebyly.
Cytoplasma obsahuje velké množství volných ribozomů, tubulů a váčků. Nachází se v ní také nevelké množství rozptýlených mitochondrií. U myší byla pozorována přítomnost kanálu pro draselné ionty KCNK5, prokázána byla i přítomnost pannexinu. U vrápence Rhinolophus rouxii a u pískomila mongolského (Meriones unguiculatus) byla prokázána přítomnost fodrinu.
V Boettcherových buňkách pískomilů mongolských byl nalezen kalmodulin, což může implikovat úlohu těchto buněk při transportu iontů a jejich regulaci pomocí vápenatých kationtů. U potkanů byla zjištěna přítomnost přenašečů močoviny UTA-1 a slabá přítomnost přenašečů UTB. Z přítomností NO-syntázy (na modelu potkana) lze usuzovat, že plní taktéž sekretorickou a absorpční funkci. O tom, že tyto buňky mohou plnit sekretorickou nebo absorpční funkci svědčí i velká fosfatázová aktivita, která byla pozorována na modelu morčete, taktéž u nich byly nalezeny receptory pro erythropoetin. U morčat a činčil byla nalezena karboanhydráza. Boettcherovy buňky (myší) koexprimují α,β komplex sodno-draselné pumpy.
Z důvodu přítomnosti mikroklků, pinocytotických váčků, serrulované membrány a lysosomů se lze domnívat, že tyto buňky plní také funkci příjmu tekutiny a jejího trávení. Z důvodu blízkosti pinocytických váčků, mikroklků a serrulované membrány lze usuzovat, že by tyto buňky mohly plnit úlohu při regulaci koncentrace sodných a draselných iontů.
Na modelu laboratorních potkanů (linie Whistar rat) byly nalezeny Boettcherovy buňky již v osmém dnu postnatálního vývoje. Ve dvacátém dnu byly již pokryty Claudiovými či Hensenovými buňkami (mladší jedinci však nebyla součástí pozorování). U kočky je výskyt Boettcherových buněk potvrzen již porodu. Ty však nebyly překryty Claudiovými buňkymi a byly v přímém kontaktu s endolymfou. Díky rychlému růstu buněk kolem 20. dne postnatálního vývoje, nabývají již mezi 25. a 27. dnem tvaru a uspořádání, které se vyskytují u buněk dospělých jedinců. Během postnatálního vývoje se tyto buňky již nedělí.